# Ґері Голл-старший
Ґері Голл-старший (англ. Gary Hall Sr., нар. 7 серпня 1951, Феєтвілл, Північна Кароліна, США) — американський плавець.
Призер Олімпійських Ігор 1968, 1972, 1976 років.